# Anastrepha relicta
Anastrepha relicta är en tvåvingeart som beskrevs av Hernandez-ortiz 2004. Anastrepha relicta ingår i släktet Anastrepha och familjen borrflugor. Inga underarter finns listade i Catalogue of Life.